# Basilia constricta
Basilia constricta är en tvåvingeart som beskrevs av Guimaraes och Andretta 1956. Basilia constricta ingår i släktet Basilia och familjen lusflugor. Inga underarter finns listade i Catalogue of Life.